# Fips Fleischer
Pour les articles homonymes, voir Fleischer.
Fips Fleischer, de son vrai nom Hanns-Joachim Fleischer (né le 2 mai 1923 à Hohenfichte, mort le 25 juin 2002 à Chemnitz) est un compositeur et musicien de jazz allemand.

## Biographie
Entre 1937 et 1941, il étudie à l'école de musique de Zschopau le hautbois, la batterie et le piano. Il devient batteur dans des combos de jazz, tels que celui d'Ernst van't Hoff. De 1947 à 1957, il est batteur et compositeur au sein du Rundfunk-Tanzorchester Leipzig, où il décline l'offre de remplacer l'ancien chef d'orchestre Kurt Henkels.
À partir de 1957, il dirige son propre orchestre, qui présente de nombreux concerts avec des musiciens tels que Hubert Katzenbeier et Werner Pfüller au niveau national et (jusqu'à la construction du mur de Berlin) au niveau international. En 1961, il écrit la musique de film DEFA Eine Handvoll Noten. Il joue d'abord dans la première émission télévisée de Lou van Burg ; puis (de 1961) à 1971, il est employé de manière permanente par la Deutscher Fernsehfunk avec son orchestre, puis par la suite par de nombreux programmes de divertissement. De 1970 à 1988, il dirige le département de musique de danse et de divertissement du conservatoire de Leipzig. De 1978 à 1995, il dirige son prochain big band, dont il partage la direction avec son premier trompettiste Joachim Wessel à partir de 1996.
Fleischer, qui est un ami de Louis Armstrong, accompagne des artistes tels que Katja Ebstein, Caterina Valente, Jürgen Marcus, Rex Gildo. Le gala de cirque Menschen, Tiere, Sensationen dans la Deutschlandhalle est influencé par le son de son groupe pendant de nombreuses années. À partir de 1990, ses performances sont plus rares.

## Filmographie
- 1955 : Musik, Musik, Musik (documentaire)
- 1957 : Spielbank-Affäre
- 1960 : Gute Unterhaltung
- 1961 : Eine Handvoll Noten
- 1962 : Was halten Sie von Musik? (TV)
- 1962 : Hallo Fips! (TV)

## Source de la traduction
- (de) Cet article est partiellement ou en totalité issu de l’article de Wikipédia en allemand intitulé « Fips Fleischer » (voir la liste des auteurs).